# Povjerenstvo Vjera i ustroj
Povjerenstvo Vjera i ustroj (engl. Faith and Order Commission) skupina je unutar Svjetskog vijeća crkava utemeljena 1948. godine.
Osnivanje povjerenstva bilo je zamišljeno u Edinburghu 1910. godine, a osnovano je tek 1920. u Ženevi. Povjerenstvo se bavi doktrinarnim i teološkim pitanjima.

### Članci
- Čečatka, Antun. 2012. Krštenje u Limskom dokumentu. Vrhbosnensia. Univerzitet u Sarajevu – Katolički bogoslovni fakultet. Sarajevo. 16 (2): 365–387